# Книнска операција 1944.
Книнска операција или Битка за Книн представља завршну и најуспешнију фазу офанзиве Осмог далматинског корпуса за ослобођење Далмације од Немачке окупације током Другог светског рата у Југославији. Офанзива је трајала од 13. септембра 1944. године, а завршни напад усмерен на опкољавање и уништење немачких утврђених положаја у области Книна трајао је од 25. новембра до 5. децембра. У овим борбама Осми корпус је тешко поразио и готово преполовио снаге немачког 15. брдског армијског корпуса и довршио ослобођење Далмације.

## Општа оперативна ситуација
Кад је 10. октобра 1944. инжењеријски одред 93. дивизије Црвене армије изненадним препадом заузео 30-тонски мост на Великој Морави, а у наредна два дана читав 4. гардијски механизовани корпус маршем прешао преко моста и спојио се са Првим пролетерским корпусом НОВЈ, немачкој Врховној команди постало је јасно да је даље држање положаја у Србији илузорно. Стога је наредила утврђивање нове главне линије фронта на Балкану, која се протезала Дунавом, преко Срема до Саве, затим реком Дрином, па линијом Гацко — Ливно — Книн — ушће Зрмање (зелена линија). Наређено је да се јединице повлаче постепено и организовано, под борбом и под сопственим обезбеђењем на зацртану линију фронта.
Замисао немачке команде била је да са далматинског фронта извуче 118. ловачку и 264. пешадијску дивизију, 92. моторизовану бригаду и 1. пук „Бранденбург” и стави их на располагање 2. оклопној армији за борбу против Трећег украјинског фронта. Линију фронта од Гацка до ушћа Зрмање требало је да преузму три легионарске дивизије: 369. (Вражја), 373. (Тигар) и 392. (Плава).
Међутим, офанзива Осмог корпуса омела је и предухитрила ове планове: током септембра делови 118. дивизије уништени су на Брачу, а делови 369. дивизије на Пељешцу. Најтежи пораз 369. Вражја дивизија претрпела је од 26. далматинске дивизије 22. октобра у Вуковом кланцу код Метковића. Приликом извлачења из Шибеника 3. новембра на путу према Дрнишу разбијен је 893. пук 264. дивизије.
У таквој ситуацији, суочен са енергичним притиском, Команда Југоистока морала је да одустане од извлачења 264. дивизије и додели јој задатак одбране Книна. Штаб 8, корпуса покушао је са широким обухватом Книна, рачунајући на евентуални покушај извлачења Немаца и из Книна. Међутим, наишао је на снажан отпор. Немци су се одлучили за упорну одбрану, решени да по сваку цену задрже Книн као најзападније утврђење на својој пројектованој линији фронта.

## Супротстављене снаге
У време почетка прве фазе книнске операције у Книну и најближој околини су се налазиле, поред Штаба 15. брдског армијског корпуса, следеће јединице:
- 264. пешадијска дивизије;
- 383. ојачани пук 373. легионарске дивизије;
- делови 944. артиљеријског пука;
- делови 29. пука тврђавских пионира;
- 581. и 583. морнарички стрељачки батаљон;
- остаци 6. и 7. усташке бригаде;
- 2. батаљон 3. посадне бригаде (домобрани);
- Динарска четничка дивизија.

Поред њих било је и неких мањих јединица (за везу, снабдевање, противавионску одбрану и сл.). Укупно, у Книну је било око 20.000 војника (14.000 немачких, 1.500 усташких са домобранима и 4.500 четничких), што значи да је непријатељ у току прве и друге етапе претрпео губитке од 7.500 војника.
На комуникације према Лици распоређен је као појачање 847. пук 392. дивизије.
Све ове јединице биле су под командом команданта 15. брдског армијског корпуса генерала Густава Фена (Gustav Fehn).
Насупрот овим снагама стајао је 8. далматински корпус НОВЈ, који је под својом командом имао 9., 19., 20., и 26. дивизију, те један и по батаљон Прве тенковске бригаде, укупне јачине око 32.000 војника НОВЈ. Командант партизанских снага је био генерал Петар Драпшин.

## Припреме
Генерал Фен добио је наређење да се Книн брани до последњег човека и одбрани по сваку цену. То наређење пренео је подређенима:
1.) Сваки официр постављен за команданта обавезан је да стреља сваког потчињеног који напусти свој положај. Официр који тако не поступа биће кажњен истом казном.
1. ) За јединице које напусте свој положај без борбе и без испаљеног метка и не држе се до последњег човека, дивизија ће наредити и извршити стрељање сваког десетог човека… Објаснити да ће ове мере бити спроводене безобзирно, неодложно и без изузетака.

Генерал Фен понудио је војводи Ђујићу да поделе судбину у духу створеног братства по оружју. Војвода Ђујић одговорио је преко свог изасланика мајора Новака Мијовића писмом у којем каже:
Четничка команда са свим својим оружаним снагама од месеца септембра прошле године ради и сарађује са Немачком војском у овим крајевима искрено и лојално. Ово су нам налагали наши заједнички интереси... Ова се сарадња продужила све до данас. Када је пре скоро месец дана отпочела велика партизанска офанзива на Книн и када су четници изгубили један већи део територије четници су увидели да је више овде њихова борба узалудна јер да ће ипак морати једног дана напустити ову територију. То је од стране представника ове команде мајора Мијовића тачно речено Команданту Немачког Корпуса у Книну. Са стране господина генерала команданта Корпуса је изражена жеља да не треба да се растављамо него да до краја заједнички поделимо судбину па шта нам буде. Са наше стране по принципу солидарности и братства по оружју је то прихваћено под једним другим условом и начелом у чему смо се једногласно сагласили: Да наш даљи рад као и успешан исход нашега рада мора почивати на узајамном потпуном поверењу и разумевању као и у узајамној помоћи како у муницији тако и у оружју, одећи и храни. Стали смо на гледишту да само заједнички можемо наћи излаза из ситуације. На основу свега тога четничка команда је и донела одлуку и ако то није било више у њеном интересу да четници остану и боре се заједно са немачком војском док ће нам рањенике, болесне и цивиле Немци једним делом евакуисати а једним делом помоћи нам да се евакуишу... Четничка команда жели да и даље дели судбину са немачком војском. Али док не буде могућности са немачке стране да се четницима пружи стварнија и ефикаснија помоћ четничка команда ће покушати да прикупљањем својих снага и поседањем стратегијски важних положаја бар донекле умањи недостатак хране и помањкање муниције... Команда моли да база-центар за снабдевање наших јединица до даљега заједничког споразума и ситуације буду Пађене...
Ипак, војвода Ђујић је одлучио да извуче своје снаге из Книна на север, на комуникације према Лици.
Од 7. до 15. новембра трајала је прва фаза напада на Книн, у којој је 19. дивизија дејствовала у правцу Грачаца, 9 дивизија из правца Босанског Грахова, 26. дивизија јужно од Книна, а на сама книнска утврђења нападала је 20 дивизија са запада. Немци су упорном одбраном успешно одбили напад на град, а контранападима повратили изгубљене комуникације према северу и северозападу.
Кад су четници под командом Ђујића у последњој фази Книнске операције напустили немачки фронт код Книна, у хроници 373. дивизије је записано:
До осетног слабљења фронта код Книна дошло је кад је 6-7.000 људи јака четничка група вођена од попа Момчила пешачким маршем пребачена у област Карловца. Разлог који је ово изазвао је непријатељство са усташама, па је решено да се формира један четнички корпус у области Љубљане. Маршевски покрет био је помогнут од стране 373. дивизије колико год је то било могуће.
Генерал Фен преместио је 17. новембра свој штаб у Бихаћ. Из подручја Книна евакуисао је деморалисане усташко-домобранске снаге и предао непосредну команду над одбраном генералу Виндишу (Windisch), команданту 264. пешадијске дивизије. Цело подручје Книна и кључне тачке на комуникацијама помно су утврђени повезаним системом ровова, бункера, пешадијских препрека и минских поља.

## Завршни ударац
Уочивши да непријатељ има намеру да упорно брани Книн, штаб Осмог корпуса сачинио је нови план напада. Према том плану, 20. дивизија ће нападати са истока на град и на северну комуникацију, 19. дивизија са запада на град и на северозападну комуникацију, 26. дивизија ојачана тенковским четама нападаће град и истурена утврђења са југа, док би 9. дивизија требало да пресретне и уништи немачке делове који би се евентуално извлачили из Книна.
Напад је на сектору 20. дивизије почео 25. новембра, а на сектору 19. и 26. дивизије 26. новембра у зору. На свим секторима јединице 8. корпуса напредовале су веома споро, ломећи изузетно снажан и упоран отпор непријатеља.
Франц Шрамл је у својој књизи описао атмосферу:
Са положаја смо се од целе чете извукли само нас петорица, али нас је командант натерао да се вратимо и поново кренемо у напад...
Даноноћни напади и противнапади одвијали су се са променљивом срећом и са знатним губицима на свим деловима фронта. Незадовољан темпом напредовања, командант Драпшин је 1. децембра пре подне увео у напад последње резерве.
Немачка одбрана почела је да се ломи 2. децембра увече. Сутрадан у око 8 ујутро јединице 20. дивизије које су надирале са истока и 19. дивизије које су надирале са запада спојиле се непосредно северно од града и затварају обруч око Книна. Истовремено, 26. дивизија упада у јужни део града и преосталим немачким снагама је преостало да покушају да образују ударне групе и да покушају да се спасу пробојем. Највећи део уништен је у самом граду. Судбину оних који су се пробили описује Данило Дамјановић у књизи „Шеста далматинска бригада”:
Док су 14. и 5. бригада у првим часовима 4. децембра заметнуле тешке борбе са густо ешелонираном немачком колоном, која је у току преподнева успела да пробије њихову одбрану, 6. бригада је чврсто држала десну обалу Зрмање, где је поставила једну батерију, и у 12 часова спремно дочекала немачке челне делове, на које је отворила убитачну ватру. Ту су Немцима нанети тешки губици и задобијен је велики ратни плен (поред осталог и 6 топова).

Тако је даље продирање ове немачке групације заустављено, а дуж њених бокова предузели су жесток напад батаљони 5. и 14. бригаде и на више места је дошло до мешања наших и немачких снага, до борбе прса у прса и директног гушања. Та жестока борба је трајала до 14 часова. Врло мали део немачких снага успео је да се пробије преко Пађена, дуж железничке пруге, до Бендера, где их је дочекала и ликвидирала 3. бригада 9. дивизије која је ту раније била пристигла.
Исти догађај описује и Франц Шрамл у наведеној књизи:
Непријатељ наставља своје јаке нападе на целом фронту. Код 383. пешадијског пука, Пађани (место) окружени. Групи не полази за руком да се пробије. Пала је у заробљеништво. Сви заменици су пали у партизанске руке, око 600 рањеника. 373. дивизија претрпела тежак ударац. 264. дивизија се може сматрати уништеном. Једној групи од 200 људи под личним вођством команданта дивизије је пошло за руком да се пробије ка северу, дуж железничке пруге.
Дана 3. децембра у 11 пре подне Книн је био ослобођен. Немачка одбрана је готово у потпуности уништена, а командант дивизије Виндиш успео се пробити на север, где се повезао са четничким деловима и са њима се током наредних дана пробио у јужну Лику.

## Резултат
У книнској операцији 15. брдски армијски корпус је према подацима НОВЈ имао 6555 погинулих и 4285 заробљених. Осми корпус НОВЈ је имао 677 погинулих, 2439 рањених и 126 несталих.
Према извештају Команде 15. брдског армијског корпуса Команди Групе армија Е од 8. децембра 1944, укупна јачина 264. пешадијске дивизије на дан 5. децембра износила је 1526 људи. Иста дивизија је у новембру 1943. имала пун формацијски састав од 17.200 људи. Након Книнске операције 264. дивизија брисана је из регистра јединица Вермахта, а преостало људство распоређено је у друге јединице.
Према истом документу, борбе су биле пуне пожртвовања, а „сопствени губици били су врло високи и довели до разбијања 264. дивизије и распада једног већег дела 373 дивизије”.
Партизански споменик изнад Книна — подигнут 1969, срушен 1995. — својом монументалном формом од 25 метара сведочио је о овом историјском догађају.